# Wawel
Cet article concerne le lieu. Pour la marque et l'entreprise de confiserie, voir Wawel (entreprise).
Le Wawel est une colline fortifiée qui surplombe la Vistule et la vieille ville de Cracovie, l'ancienne capitale de la Pologne. En plus d'être l'ancien siège des rois polonais, la colline du Wawel abrite également une cathédrale qui est à la fois un sanctuaire et une nécropole nationale, où des rois, des reines, des poètes et des héros nationaux de la Pologne sont enterrés. C'est un lieu privilégié pour les Polonais car il constitue un témoignage important de l'histoire de la nation.

## Histoire

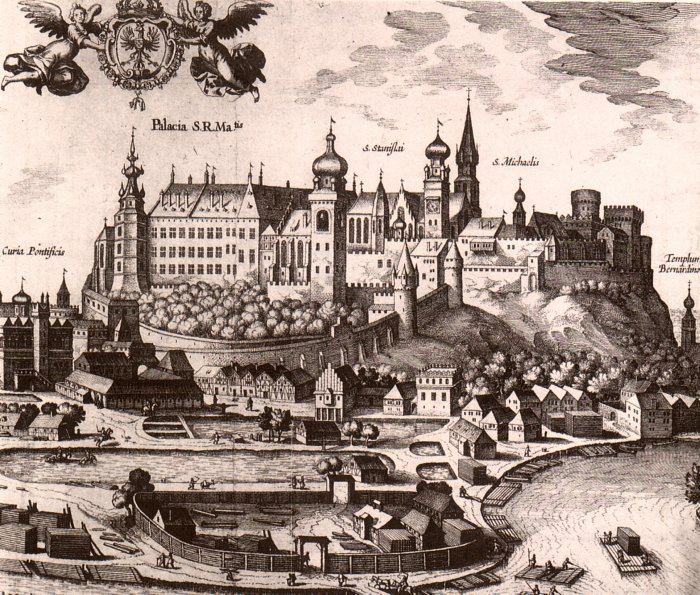
Le Wawel au XVIe siècle

Les premières traces de présence humaine sur cette butte située au-dessus du fleuve entre les marécages datent de quelques dizaines de milliers d’années. Avant la création de l’Etat polonais, la colline était occupée par la tribu des Vislanes. Lorsque la région de Petite-Pologne et Cracovie furent incorporées à l’État des Piast au Xe siècle, le Wawel demeura un centre de pouvoir laïc et religieux. Au Xe siècle, il y avait sur la colline un palatium en pierre et de nombreuses églises, et après l’établissement d’un évêché en l’an 1000, on y bâtit une cathédrale. Au XIe siècle, le Wawel devint une des principales demeures princières qui ne cessa de s’agrandir et s'embellir.  
Aujourd'hui le Wawel est un musée de prestige, présentant les plus précieux monuments de la culture matérielle polonaise. La cathédrale est l'un des édifices religieux les plus importants en Pologne et l'un des anciens monuments de la ville de Cracovie. 

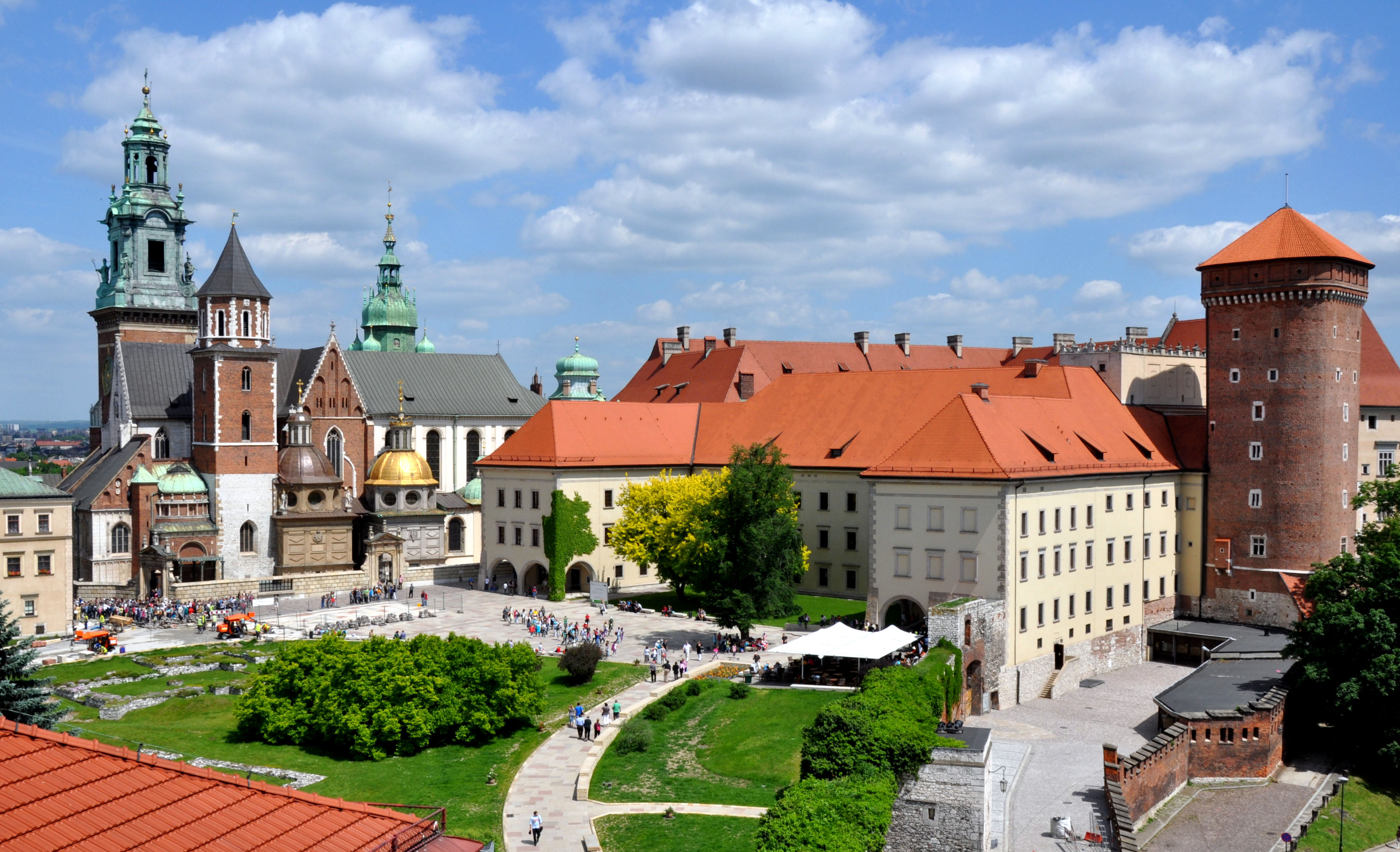
Le château et la cathédrale du Wawel

Aux pieds du château, du côté du fleuve, se trouve une sculpture de dragon, œuvre de Bronisław Chromy. Elle commémore une vieille légende d'après laquelle un dragon habitait une grotte située en bas de la colline. Il terrorisait la ville, gouvernée alors par Krak, et aucun chevalier ne parvenait à le vaincre. C'est Skuba, un simple cordonnier, qui serait venu au bout de la féroce bête en lui offrant une peau de mouton fourrée de soufre. La gorge brûlée, sentant des douleurs atroces, le monstre se mit à boire l’eau de la Vistule et finit par éclater.

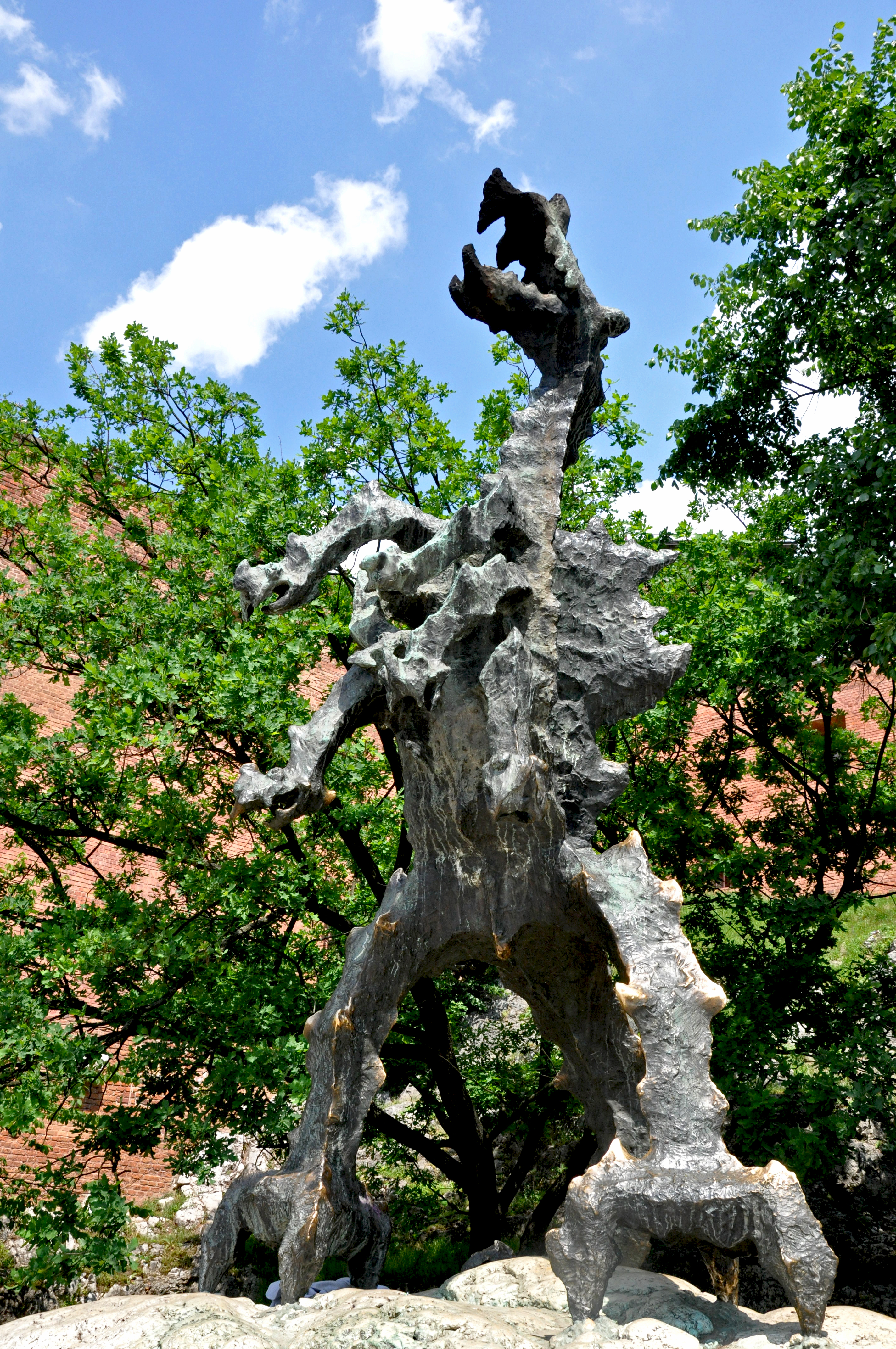
Dragon du Wawel